# Schild Verlag (Elbingen)
Der Schild Verlag war ein deutscher Verlag mit Sitz in Elbingen (siehe Handelsregister). Das Verlagsprogramm  hatte seine Schwerpunkte in den Bereichen Verschwörungstheorien, Esoterik und Impfkritik.

## Gesellschaftsstruktur
Der 2009 gegründete Verlag wurde in der Rechtsform einer Unternehmergesellschaft (haftungsbeschränkt) & Co. KG betrieben. Kommanditist und Geschäftsführer war    Günter Saur.

## Verlagsprogramm
Neben Mitschnitten von Alpenparlament und Quer-Denken.TV gab es in  Kooperation mit dem Kai Homilius Verlag unter dem Label Compact eine DVD-Reihe mit Dokumentationen. In der Sommerausgabe des Magazins Zuerst! 8/9, 2013, wurde für diese Reihe unter dem Titel Bücher und DVDs von und mit Michael Vogt auf Seite 21 eine Anzeige geschaltet.